# Episodi di American Dad! (quindicesima stagione)
La quindicesima stagione di American Dad! è stata trasmessa negli Stati Uniti dal 25 dicembre 2017 all'8 aprile 2019 su TBS.
In Italia la stagione va in onda dal 16 luglio 2018. 
 Gli episodi dal 2 al 10 e il 12 e 13 sono andati in onda su Italia 1 dal 16 al 30 luglio 2018 alle 15:00. 
 L'episodio 11 e quelli dal 14 al 18 sono stati trasmessi dal 20 febbraio al 5 marzo 2020 dopo Le Iene in seconda serata dalle ore 01:05 circa sempre su Italia 1.

 Gli episodi 19-20 e 21-22, inizialmente previsti rispettivamente il 13 e il 20 marzo 2020 ma poi saltati in seguito alla sospensione de Le Iene per l'emergenza COVID-19, sono tornati in onda rispettivamente il 21 aprile e il 28 aprile 2020 sempre dopo il programma dalle 01:05 circa.

 Gli episodi dal 2 al 22 sono stati trasmessi dal 16 luglio 2018, nella fascia pomeridiana, al 28 aprile 2020, nella fascia in seconda serata dopo la mezzanotte. 
 L'episodio 1, a tema natalizio, inizialmente previsto il 22 dicembre 2020 alle ore 01:30 circa, dall'11 agosto 2021 è visibile sulla piattaforma streaming Disney+ con tutta la pubblicazione della quindicesima stagione, infine l'episodio 1 è stato trasmesso il 16 gennaio 2023 su Italia 2 alle 22.20 senza essere considerato una prima visione.
| N° | Codice di produzione | Titolo italiano                | Titolo originale                  | Prima TV USA     | Prima TV Italia                                     |
| -- | -------------------- | ------------------------------ | --------------------------------- | ---------------- | --------------------------------------------------- |
| 1  | CAJN08               | Il ritorno di Babbo Natale     | Santa, Schmanta                   | 25 dicembre 2017 | 11 agosto 2021 (Disney+) 16 gennaio 2023 (Italia 2) |
| 2  | CAJN01               | Paranoia costante              | Paranoid Frandroid                | 12 febbraio 2018 | 16 luglio 2018                                      |
| 3  | CAJN02               | Il censimento degli innocenti  | The Census of the Lambs           | 19 febbraio 2018 | 17 luglio 2018                                      |
| 4  | CAJN03               | L'ordine delle uova            | Shell Game                        | 26 febbraio 2018 | 18 luglio 2018                                      |
| 5  | CAJN04               | Il murale della storia         | The Mural of the Story            | 5 marzo 2018     | 19 luglio 2018                                      |
| 6  | CAJN05               | Diritto di sciopero            | (You Gotta) Strike for Your Right | 12 marzo 2018    | 20 luglio 2018                                      |
| 7  | CAJN06               | Klaustatrophe tv               | Klaustastrophe.tv                 | 19 marzo 2018    | 23 luglio 2018                                      |
| 8  | CAJN07               | Cena con delitto               | Death by Dinner Party             | 26 marzo 2018    | 24 luglio 2018                                      |
| 9  | CAJN09               | Le storie infinite             | The Never-Ending Stories          | 9 aprile 2018    | 25 luglio 2018                                      |
| 10 | CAJN10               | Il nuovo sindaco               | Railroaded                        | 16 aprile 2018   | 26 luglio 2018                                      |
| 11 | CAJN11               | Il gruppo della castità        | My Purity Ball and Chain          | 23 aprile 2018   | 21 febbraio 2020                                    |
| 12 | CAJN12               | Oregon Trail                   | OneTron Trail                     | 30 aprile 2018   | 27 luglio 2018                                      |
| 13 | CAJN13               | La perfida Francine            | Mean Francine                     | 7 maggio 2018    | 30 luglio 2018                                      |
| 14 | CAJN14               | Donna palestrata               | One-Woman Swole                   | 11 febbraio 2019 | 21 febbraio 2020                                    |
| 15 | CAJN15               | Flavortown                     | Flavortown                        | 18 febbraio 2019 | 28 febbraio 2020                                    |
| 16 | CAJN16               | Assistente personale           | Persona Assistant                 | 25 febbraio 2019 | 28 febbraio 2020                                    |
| 17 | CAJN17               | La leggenda del vecchio Ulisse | The Legend of Old Ulysses         | 4 marzo 2019     | 6 marzo 2020                                        |
| 18 | CAJN18               | Gemelliadi                     | Twinanigans                       | 11 marzo 2019    | 6 marzo 2020                                        |
| 19 | CAJN19               | Top of the Steve               | Top of the Steve                  | 18 marzo 2019    | 22 aprile 2020                                      |
| 20 | CAJN20               | Giochi pericolosi              | Funnyish Games                    | 25 marzo 2019    | 22 aprile 2020                                      |
| 21 | CAJN21               | Biscopulce                     | Fleabiscuit                       | 1º aprile 2019   | 29 aprile 2020                                      |
| 22 | CAJN22               | Il futuro è il borace          | The Future Is Borax               | 8 aprile 2019    | 29 aprile 2020                                      |

## Il ritorno di Babbo Natale
Roger, stufo del Natale, decide di convertirsi all'ebraismo e di organizzare una festa grandiosa in occasione dell'Hanukkah, con l'aiuto di Snot.

## Paranoia costante
Francine scopre che Stan l'ha tenuta all'oscuro di tutte le brutte notizie del mondo. Diventa così una fanatica delle teorie complottistiche.

## Il censimento degli innocenti
Stan e Hailey gareggiano per chi collezionerà il numero più alto di persone per il censimento. Klaus sceglie Steve e i suoi amici come modelli per le sue foto.

## L'ordine delle uova
Steve cerca di fermare Roger dopo essersi unito a una confraternita di ladri di uova di uccelli. Francine compra una nuova salsa italiana per la famiglia.

## Il murale della storia
Stan scopre che lo storico murale di Langley Falls è stato danneggiato dai graffiti e decide di restaurarlo. Roger diventa l'insegnante di Steve all'università per clown.

## Diritto di sciopero
Hailey ottiene un lavoro come fattorina e inizia a consegnare il pranzo alla CIA. Quando scopre le pessime condizioni di lavoro, organizza uno sciopero. Il resto della famiglia inizia a guardare Breaking Bad al contrario.

## Klaustastrophe tv
Stan inizia a soffrire di attacchi d'ansia. Intanto Klaus crea un sito in cui raccoglie video di Epic fail.

## Cena con delitto
Francine organizza una cena, nonostante in città ci sia un serial killer che attacca tutte le cene. Quando le luci si spengono e gli ospiti cominciano a sparire, Roger deve scoprire chi è l'assassino.

## Le storie infinite
Bullock chiede a Stan di sostituirlo come insegnante per i cadetti della CIA. Stan vede i ragazzi come le persone perfette a cui raccontare le sue storie noiose. Intanto Klaus inizia a lavorare per un famoso rapper.

## Il nuovo sindaco
Stan, stufo del traffico propone al sindaco di costruire una linea per un treno ad alta velocità, ma il sindaco rifiuta. Così su consiglio di Roger decide di candidarsi a sindaco.

## Il gruppo della castità
Francine dice a Stan che è il momento di parlare a Steve del sesso, Stan però è terrorizzato perché ha paura di sbagliare. Intanto il resto della famiglia costruisce un gigantesco scivolo acquatico in giardino.

## Oregon Trail
Roger inizia a preoccuparsi di quando il resto della famiglia morirà. Klaus apre un negozio in soffitta.

## La perfida Francine
Francine dopo essere diventata consulente scolastico entra a far parte di un gruppo di ragazze difficili. Jeff va nel panico quando perde il suo cappello.

## Donna palestrata
Dopo che la famiglia l'accusa di lasciare a metà tutto quello che fa, Francine diventa una culturista professionista. Klaus intanto dice di aver inventato il batti cinque.

## Flavortown
Jeff diventa amico della celebrità preferita di Stan, Guy Fieri.

## Assistente personale
Stan deve sostituire Roger nelle sue varie personalità, dopo che quest'ultimo è stato operato per rimuovere un tumore.

## La leggenda del vecchio Ulisse
Steve decide di competere con Stan al campeggio padre-figlio al Lago Possum. Intanto Roger lavora come istruttore di bici.

## Gemelliadi
Steve e Roger ricominciano la loro carriera come duo di attori gemelli. Il resto della famiglia diventa dipendente da un nuovo negozio.

## Top of the Steve
Steve dopo aver litigato con Stan si trasferisce in una scuola per sole ragazze.

## Giochi pericolosi
Francine diventa ossessionata dalla sicurezza dopo che dei ladri entrano in casa. Steve inizia a frequentare l'università di Hailey.

## Biscopulce
Hailey diventa gelosa quando Jeff inizia a far gareggiare il suo cane. Stan e Francine decidono di scommettere tutti i loro soldi alle corse.

## Il futuro è il borace
Mentre provano a rinforzare il loro matrimonio, Stan e Francine rimangono bloccati in una mongolfiera. Roger intanto inizia a scrivere jingle.